# Цна (Тверська область)
Цна (рос. Цна) — річка на північному заході європейської частини Росії, у Кувшиновському, Осташковському, Фіровському та Вишньоволоцькому районах Тверської області, впадає в озеро Мстино. Довжина — 160 км, площа сточища — 4140 км², середня витрата води за 38 км від гирла — 12,3 м³/сек.
Належить до сточища Балтійського моря, найбільший населений пункт — місто Вишній Волочек, найбільша притока — Шліна.
Цна має виток у болотах на схилі Цнинської височини (відріг Валдайської височини), у Кувшинивському районі на південь від села Конаково. Тече на південь та південний схід, а у селі Могилівка повертає на північ. Річище Цни утворює межу між Кувшиновським та Осташківським районами та між Кувшиновським та Фіровським районами. Даді на північ Цна тече Фіровським районом і поступово повертає на північний схід. Нижче села Кузнецово Цна входить у Вишньоволоцький район. Її гирло - біля села Никифорово, де Цна впадає Вишньоволоцьке водосховище. Природне річище Цни прямує через озеро Мстино, яке каналом сполучене з Вишньоволоцьким водосховищем що регулює скид між сточищами Волги (через Тверцю) та Невою (через Мсту , що витікає з озера Мстино).
Річище річки звивисте, ширина 10-30 метрів. Протікає через Вишньоволоцьке водосховище, ділянка річки між витоком з водосховища і гирлом (довжиною близько 7 км) майже цілком проходить по місту Вишній Волочек.
Цна є важливим елементом Вишньоволоцької водної системи, з давніх часів нижню течію річки було частиною водного шляху з Волги в озеро Ільмень і Великий Новгород, а пізніше у Санкт-Петербург.
Вишнєволоцьке водосховище, поповнюється річкою, є важливим резервним джерелом для річок Тверця і каналу імені Москви.
Водоскиди Вишньоволоцького водосховища використовуються для вироблення електроенергії на двох малих ГЕС: Новотверецької потужністю 2,4 МВт (8,8 млн кВт · год на рік) і Новоцнинської 0,22 МВт.
Широко використовується туристами для сплаву.